# Vittorio Calcina
Vittorio Calcina (31 de desembre de 1847 - 31 de desembre de 1916) va ser el primer cineasta italià de la història.

## Biografia
Nascut a Torí, Calcina era fotògraf de professió, va ser el representant dels germans Lumière a Itàlia des de 1896. In that year:
En aquell any:
- va ser el creador de la primera filmació d'un papa, quan va immortalitzar Lleó XIII als Jardins del Vaticà el 26 de febrer de 1896;[1]
- el 23 d'octubre de 1896, Calcina demanà al municipi de Brescia la concessió de l'Hospital San Luca per dur a terme, a les sales del gimnàs "Forza e Costanza",[4] la projecció amb cinematografia de Il bagno di Diana de Giuseppe Filippi;[5][6][7]
- el 7 de novembre de 1896 va organitzar una projecció d'unes 20 pel·lícules dels germans Lumière a l'antic Hospici de la Caritat de via Po 33 a Torí.[2]

Aleshores es va convertir en el fotògraf oficial de la Casa de Savoia, la dinastia governant italiana de 1861 a 1946. En aquest paper va filmar al primera pel·lícula italiana, Sua Maestà il Re Umberto e Sua Maestà la Regina Margherita a passeggio per il parco a Monza), que es creia perduda fins que va ser redescoberta per la Cineteca Nazionale l'any 1979.
Va acabar la seva carrera com a director de curtmetratges l'any 1905, quan va reprendre l'activitat de representant dels germans Lumière a Itàlia. Va morir a Milà i fou enterrat a Torí.

## Filmografia
Llista de pel·lícules rodades per Calcina:
- 1896: Sua Maestà il Re Umberto e Sua Maestà la Regina Margherita a passeggio per il parco a Monza
- 1896: Sua Santità papa Leone XIII
- 1897: Le principi di Napoli a Firenze
- 1898: Varo della Emanuele Filiberto a Castellammare
- 1898: L'entrata dell'esposizione di Torino
- 1898: Ciclisti romani in arrivo a Torino
- 1899: Il re alla rivista delle truppe reduci dalle grandi manovre l'8 settembre 1899
- 1899: La passione di Cristo
- 1900: Il corteo funebre di accompagnamento alla salma di re Umberto
- 1901: La nave Stella Polare del Duca degli Abruzzi
- 1905: Il terremoto in Calabria